# ۸ دسامبر
۸ دسامبر در تقویم گرگوری، سیصد و چهل و دومین (در سال‌های کبیسه سیصد و چهل و سومین) روز سال است. ۲۳ روز تا پایان سال باقی است.
روز بعد: ۹ دسامبر – روز قبل: ۷ دسامبر

## رویدادها
- ۱۹۹۱ معرفی عراق به عنوان مسئول و آغازگر جنگ علیه ایران، از سوی سازمان ملل متحد.
- ۲۰۲۴ سقوط دولت بشار اسد

## زادروزها
- ۶۵ (پیش از میلاد) - هوراس، از شاعر سرشناس رومی.
- ۱۵۴۲ - ماری یکم اسکاتلند ملکه سلطنتی اسکاتلند.
- ۱۶۲۶ - کریستینا ملکه سوئد ملکه سوئد.
- ۱۷۰۸ - فرانتس یکم، امپراتور مقدس روم.
- ۱۷۶۵ - ایلای ویتنی، مخترع آمریکایی. شناخته‌شده‌ترین اختراع او ماشین پنبه پاک‌کن است.
- ۱۸۳۲ - بیورنستیرن بیورنسون، نویسندهٔ نروژی بود که در سال ۱۹۰۳ میلادی موفق شد جایزه نوبل ادبیات را به دست آورد.
- ۱۸۶۱ - ویلیام سی. دورانت، بازرگان، کارآفرین، صنعت‌گر و از پیشروهای صنعت خودروسازی در ایالات متحده آمریکا.
- ۱۸۶۱ - ژرژ ملی‌یس، شعبده باز و فیلمساز فرانسوی.
- ۱۸۶۲ - ژرژ فیدو، نمایش‌نامه نویس قرن نوزدهم میلادی اهل فرانسه.
- ۱۸۶۵ - ژان سیبلیوس، آهنگساز فنلاندی و از محبوب‌ترین چهره‌های موسیقی کلاسیک در قرن ۱۹ و اوایل قرن بیستم.
- ۱۸۸۶ - دیه‌گو ریورا (به اسپانیایی: Diego Rivera) ‏ (۱۸۸۶ - ۱۹۵۷)، نقاش و دیوارنگار مکزیکی بود.
- ۱۸۹۰ - بوهوسلاو مارتینو، آهنگساز سوئیسی.
- ۱۸۹۴ - جیمز تربر، نویسنده و کارتونیست آمریکایی.
- ۱۹۱۴ - جرارد سوزی، از مشهورترین خوانندگان باریتون جهان و اهل فرانسه.
- ۱۹۲۵ - سامی دیویس جونیور، سرگرمی‌ساز اهل آمریکا.
- ۱۹۲۵ - جیمی اسمیت، نوازنده ارگ و یکی از نوابغ بداهه‌نوازی جاز.
- ۱۹۲۷ - ولادیمیر شاتالوف، فضانورد اهل کشور شوروی.
- ۱۹۲۸ - اولریک نیسر، از روانشناسان نامدار آمریکا.
- ۱۹۳۰ - ماکسیمیلیان شل، بازیگر اتریشی‌تبار برنده اسکار سینمای هالیوود.
- ۱۹۳۵ - دهر مندرا، هنر پیشهٔ مرد بالیوود.
- ۱۹۳۶ - دیوید کارادین، بازیگر آمریکایی.
- ۱۹۳۹ - جیمز گال‌وی، نوازنده برجسته فلوت.
- ۱۹۳۹ - داریوش مهرجویی، فیلم‌ساز، کارگردان و مترجم ایرانی.
- ۱۹۴۱ - جف هرست، بازیکن ومربی سابق فوتبال اهل انگلستان.
- ۱۹۴۳ - جیم موریسون، آهنگساز، شاعر، نویسنده، کارگردان فیلم آمریکایی و خواننده گروه دورز.
- ۱۹۴۵ - جان بنویل، نویسنده ایرلندی.
- ۱۹۴۷ - خاوا آلبرشتاین، خواننده، ترانه‌سرا و آهنگ‌ساز اسرائیلی.
- ۱۹۴۷ - توماس چک، شیمیدان آمریکایی که در سال ۱۹۸۹ او به همراه سیدنی آلتمن «برای کشف خصوصیات RNA، ریبوزیم»[۱] موفق به کسب جایزه نوبل شیمی شد.
- ۱۹۵۳ - کیم بسینگر، بازیگر آمریکایی و دست اندرکار صنعت مد.
- ۱۹۵۳ - نورمن فینکلشتاین، یکی از تاریخ‌نگاران، نویسندگان و پژوهشگران سیاسی آمریکایی.
- ۱۹۶۱ - ان کولتر، وکیل، نویسنده، روزنامه‌نگار، و مفسر سیاسی حزب جمهوری‌خواه ایالات متحده آمریکا.
- ۱۹۶۲ - مارتی فریدمن، گیتاریست چیره‌دست آمریکایی.
- ۱۹۶۶ - شینید اوکانر، خواننده و ترانه‌سرای پاپ ایرلندی.
- ۱۹۷۳ - کوری تیلور، نوازنده موسیقی و خواننده آمریکایی.
- ۱۹۷۶ - دومینیک مانهن، بازیگر انگلیسی.
- ۱۹۷۷ – جف لاودر، دوچرخه‌سوار اهل ایالات متحده آمریکا
- ۱۹۷۸ - یان سامرهلدر، بازیگر، مدل و تهیه‌کننده آمریکایی.
- ۱۹۷۹ - لم فونگ، یکی از هنرپیشگان سریال‌های تلویزیونی در هنگ‌کنگ.
- ۱۹۷۹ - کریستین ویلهمسن، بازیکن سوئدی.
- ۱۹۸۲ - خلیل آلتین‌توپ، بازیکن ملی‌پوش تیم ملی ترکیه.
- ۱۹۸۲ - حمید آلتین‌توپ، بازیکن فوتبال اهل کشور ترکیه.
- ۱۹۸۲ - نیکی میناژ، خواننده هیپ‌هاپ و آر اند بی و ترانه‌سرای ترینیدادی.
- ۱۹۸۵ - دوایت هاورد، بسکتبالیست آمریکایی.
- ۱۹۹۳ - آناسوفیا راب، مدل و بازیگر سینما و تلویزیون و خواننده آمریکایی.
- ۱۹۹۴ – راشد جلال، بازیکن فوتبال اهل امارات متحده عربی

## مناسبت‌ها
- روز دانش آموز در کشور بلغارستان
- روز ملی جوانان در کشور آلبانی
- روز قانون اساسی در کشور ازبکستان
- روز قانون اساسی در کشور رومانی

## مرگ‌ها
- ۷۶۵ - جعفر صادق امام ششم شیعیان.
- ۸۹۹ - آرنولف کرنتنی پادشاه کارولنژی فرانک خاوری.
- ۱۶۳۸ - ایوان گوندولیچ مشهورترین شاعر باروک کروات از جمهوری راگوسا.
- ۱۷۰۹ - توماس کورنی حقوقدان و نمایش‌نامه‌نویس قرن هفدهم میلادی اهل فرانسه.
- ۱۷۹۳ - مادام دو باری معشوقه لوئی پانزدهم پادشاه فرانسه در ده سال آخر عمر لوئی پانزدهم.
- ۱۸۳۰ - بنژامن کنستان رمان‌نویس قرن هجدهم میلادی اهل فرانسه.
- ۱۸۶۴ - جرج بول ریاضی‌دان و فیلسوف انگلیسی.
- ۱۸۸۵ - آنتون صقال، شاعر و ترانه‌سرای سوری.
- ۱۸۹۴ - پافنوتی چبیشف ریاضیدان روسی.
- ۱۹۰۳ - هربرت اسپنسر فیلسوف و جامعه‌شناس انگلیسی.
- ۱۹۷۸ - گلدا مایر، سیاست‌مدار اسرائیلی.
- ۱۹۸۰ - جان لنون آهنگساز و فعال اجتماعی انگلیسی به قتل رسید.
- ۱۹۹۴ - آنتونیو کارلوس ژوبیم نوازنده گیتار و پیانو، خواننده، شاعر و آهنگ ساز برزیلی.
- ۲۰۰۴ - دایمبگ دارل نوازندهٔ گیتار آمریکایی و عضو پیشین گروه پنترا و دمیج پلن.